# Helen Hellwig
Pour les articles homonymes, voir Hellwig.
Helen Rebecca Hellwig épouse Pouch (4 mars 1874 à Brooklyn - 26 novembre 1960 à New York) est une joueuse de tennis américaine de la fin du XIXe siècle.
En 1894, elle s'est imposée à l'US Women's National Championship, à la fois en simple et en double dames, associée à Juliette Atkinson.

## Palmarès (partiel)

### Titre en simple dames
| No | Date       | Nom et lieu du tournoi                  | Catégorie | Surface      | Finaliste   | Score                   |          |
| -- | ---------- | --------------------------------------- | --------- | ------------ | ----------- | ----------------------- | -------- |
| 1  | 12/06/1894 | US National Championships, Philadelphie | G. Chelem | Gazon (ext.) | Aline Terry | 7-5, 3-6, 6-0, 3-6, 6-3 | Parcours |

### Finale en simple dames
| No | Date       | Nom et lieu du tournoi                  | Catégorie | Surface      | Vainqueure        | Score         |          |
| -- | ---------- | --------------------------------------- | --------- | ------------ | ----------------- | ------------- | -------- |
| 1  | 25/06/1895 | US National Championships, Philadelphie | G. Chelem | Gazon (ext.) | Juliette Atkinson | 6-4, 6-3, 6-2 | Parcours |

### Titres en double dames
| No | Date       | Nom et lieu du tournoi                 | Catégorie | Surface      | Partenaire        | Finalistes                    | Score           |          |
| -- | ---------- | -------------------------------------- | --------- | ------------ | ----------------- | ----------------------------- | --------------- | -------- |
| 1  | 12/06/1894 | US National Championships Philadelphie | G. Chelem | Gazon (ext.) | Juliette Atkinson | Amy Williams Annabella Wistar | 6-4, 8-6, 6-2   | Parcours |
| 2  | 25/06/1895 | US National Championships Philadelphie | G. Chelem | Gazon (ext.) | Juliette Atkinson | Elisabeth Moore Amy Williams  | 6-2, 6-3, 12-10 | Parcours |

## Parcours en Grand Chelem (partiel)
Si l’expression « Grand Chelem » désigne classiquement les quatre tournois les plus importants de l’histoire du tennis, elle n'est utilisée pour la première fois qu'en 1933, et n'acquiert la plénitude de son sens que peu à peu à partir des années 1950.

### En simple dames
| Année | - | - | - | - | Wimbledon | Wimbledon | US National     | US National     |
| ----- | - | - | - | - | --------- | --------- | --------------- | --------------- |
| 1893  | - | - | - | - | -         | -         | 1/4 de finale   | Elisabeth Moore |
| 1894  | - | - | - | - | -         | -         | Ch. R. victoire | Aline Terry     |
| 1895  | - | - | - | - | -         | -         | Ch. R. finale   | J. Atkinson     |

À droite du résultat, l’ultime adversaire.

### En double dames
| Année | - | - | - | - | Wimbledon | Wimbledon | US National          | US National            |
| ----- | - | - | - | - | --------- | --------- | -------------------- | ---------------------- |
| 1893  | - | - | - | - | -         | -         | 1/2 finale E. Moore  | H. Butler Aline Terry  |
| 1894  | - | - | - | - | -         | -         | Victoire J. Atkinson | Amy Williams A. Wistar |
| 1895  | - | - | - | - | -         | -         | Victoire J. Atkinson | E. Moore Amy Williams  |

Sous le résultat, la partenaire ; à droite, l’ultime équipe adverse.